# Borredà
Borredà är en kommun i Spanien.   Den ligger i provinsen Província de Barcelona och regionen Katalonien, i den östra delen av landet, 500 km öster om huvudstaden Madrid. Antalet invånare är 594. Arean är 43 kvadratkilometer. Borredà gränsar till Alpens, Castell de l'Areny, Les Llosses, Lluçà, La Quar och Vilada. 
Terrängen i Borredà är huvudsakligen kuperad, men åt sydost är den platt.